# Religionsfreiheit in Deutschland
|  | Dieser Artikel oder Abschnitt wurde wegen inhaltlicher Mängel auf der Qualitätssicherungsseite der Redaktion Geschichte eingetragen (dort auch Hinweise zur Abarbeitung dieses Wartungsbausteins). Dies geschieht, um die Qualität der Artikel im Themengebiet Geschichte auf ein akzeptables Niveau zu bringen. Dabei werden Artikel gelöscht, die nicht signifikant verbessert werden können. Bitte hilf mit, die Mängel dieses Artikels zu beseitigen, und beteilige dich bitte an der Diskussion! |

Die Religionsfreiheit (auch Weltanschauungsfreiheit) stellt in der Bundesrepublik Deutschland ein Grundrecht dar, das in Art. 4 des Grundgesetzes (GG) normiert ist. Kraft europäischen Rechts ist die Religions- und Weltanschauungsfreiheit durch die Charta der Grundrechte der Europäischen Union gewährleistet. Völkerrechtlich ist Deutschland u. a. aufgrund der Europäischen Menschenrechtskonvention zum Schutz der Religions- und Weltanschauungsfreiheit verpflichtet.
Ihr Schutz umfasst sowohl Religionen als auch Weltanschauungen. Unterteilt wird sie in die positive und negative Religionsfreiheit. Als positive Religionsfreiheit wird die Freiheit des Grundrechtsberechtigten bezeichnet, eine religiöse oder weltanschauliche Handlung vorzunehmen. Die negative Religionsfreiheit verbietet dem Staat, Bürger zu einer religiösen oder weltanschaulichen Handlung zu verpflichten.

## Normierung
Das deutsche Grundgesetz (GG) sichert die Religionsfreiheit in Art. 4 Absatz 1, 2:
- Art. 7 Abs. 3 GG behandelt den Religionsunterricht an Schulen.
- Nach Art. 33 Abs. 3 GG ist der Genuss bürgerlicher und staatsbürgerlicher Rechte und der Zugang zu öffentlichen Ämtern unabhängig vom religiösen Bekenntnis.

Zusätzliche Bestimmungen zur Religionsfreiheit gibt es in den sogenannten Religionsartikeln der Weimarer Verfassung (WRV), die durch Art. 140 in das Grundgesetz übernommen wurden:
- Artikel 136 WRV regelt, dass bürgerliche und staatsbürgerliche Rechte und Pflichten durch die Ausübung der Religionsfreiheit weder bedingt noch beschränkt werden. Außerdem darf niemand zu einer religiösen Handlung oder Feierlichkeit oder zur Teilnahme an religiösen Übungen oder zur Benutzung einer religiösen Eidesform gezwungen werden.
- Artikel 137 WRV regelt, dass keine Staatskirche besteht und die Vereinigung zu Religionsgesellschaften gewährleistet wird. Jede Religionsgesellschaft ordnet und verwaltet ihre Angelegenheiten selbstständig innerhalb der Schranken des für alle geltenden Gesetzes; sie verleiht ihre Ämter ohne Mitwirkung des Staates oder der bürgerlichen Gemeinde. Religionsgesellschaften erwerben die Rechtsfähigkeit nach den allgemeinen Vorschriften des bürgerlichen Rechts.
- Artikel 138 WRV regelt, dass Staatsleistungen an die Religionsgesellschaften, die auf Gesetz, Vertrag oder besonderen Rechtstiteln beruhten, durch die Landesgesetzgebung abgelöst werden. Die Grundsätze hierfür stellt die Bundesregierung auf. Das Eigentum der Religionsgesellschaften und religiöser Vereine werden gewährleistet.
- Artikel 139 WRV regelt, dass der Sonntag und die staatlich anerkannten Feiertage als Tage der Arbeitsruhe und der seelischen Erhebung gesetzlich geschützt bleiben.
- Artikel 141 WRV regelt, soweit das Bedürfnis nach Gottesdienst und Seelsorge im Heer, in Krankenhäusern, Strafanstalten oder sonstigen öffentlichen Anstalten besteht, dass die Religionsgesellschaften zur Vornahme religiöser Handlungen zuzulassen sind, wobei jeder Zwang fernzuhalten ist.

## Entstehungsgeschichte
Die Forderung nach einer strengen Trennung von Kirche und Staat entstand zuerst um 1526 bei den Täufern unter Balthasar Hubmaier in Mähren und Österreich. Dahingegen hielten die Lutheraner am staatlichen Charakter der Kirche fest und schlossen in ihren Gebieten Anhänger anderer Bekenntnisse ebenso aus wie die Katholiken. Der Reichstag zu Augsburg beschloss am 25. September 1555 den Augsburger Reichs- und Religionsfrieden, der den Protestanten erstmals Religionsfreiheit gewährte. Kernpunkte des Kompromisses waren ein allgemeiner Landfrieden („dass niemand, welcher Würde, Standes oder Wesens er auch sei, den anderen befehden, bekriegen, fangen, überziehen, belagern soll“) und die Anerkennung des evangelischen Glaubens („diese Religion ruhig und friedlich belassen“). Außerdem wurde die geistliche Gerichtsbarkeit („Ketzergesetze“) gegenüber den Evangelischen abgeschafft. Dieses Vertragswerk regelte zum ersten Mal das gleichberechtigte konfessionelle Zusammenleben beider christlicher Glaubensgemeinschaften, ohne die umstrittene Frage nach dem „wahren Glauben“ zu entscheiden. Allerdings blieben Calvinisten, Täufer und andere konfessionelle Gruppen vom Augsburger Religionsfrieden ausgeschlossen. Das vom Reichstag zu Speyer 1529 erlassene Wiedertäufermandat blieb bestehen. Im Deutschen Reich wurde der Calvinismus erst 1648 als gleichberechtigt neben katholischer und lutherischer Kirche anerkannt. In der Praxis wurde aber das Prinzip „Cuius regio, eius religio“, das zumeist bis zum Westfälischen Frieden galt, oft zur Unterdrückung oder gar Vertreibung der aus Sicht der absolutistischen Landesherren jeweils Andersgläubigen angewandt, um eine religiös homogene Untertanenschaft zu erreichen. Die Ideen der Aufklärung konnten sich nur in wenigen deutschen Gebieten durchsetzen. Vor allem Brandenburg-Preußen spielte in religiöser Hinsicht eine Sonderrolle, da hier seit 1613 eine überwiegend lutherische Bevölkerung von einem reformierten Herrscherhaus regiert wurde. Die Habsburgermonarchie verhielt sich hingegen unerbittlich gegenüber Protestanten, die vielfach in Gebiete außerhalb des Habsburgerreichs flüchteten, und den Juden. Erst unter Joseph II. wurden den Protestanten, Juden und Griechisch-Orthodoxen 1781–1789 Rechte zum Dienst im Staat zugestanden.

Duldungsbillet Friedrich Wilhelms IV. für Baptisten und andere „solcher Sekten, die sich seit der Reformazion […] gebildet“ (1852)

Mit dem Preußischen Judenedikt von 1812 wurden die in Preußen lebenden Juden Inländer und preußische Staatsbürger. Schon seit den Befreiungskriegen kam es jedoch zu einer engen Verbindung von nationalistischem und protestantischem Denken (Nationalprotestantismus), der dem Staatskirchentum Vorschub leistete, die Ideen der Trennung von Kirche und Staat und der freien Religionsausübung verdrängte und sich teils aggressiv gegen Katholiken und Juden wandte. Nach Ernst Troeltsch ist die „Restauration des preußisch-deutschen Luthertums eines der sozialgeschichtlich wichtigsten Ereignisse. Es verband sich mit der Reaktion des monarchischen Gedankens, des agrarischen Patriarchalismus, der militärischen Machtinstinkte, gab der Restauration den ideellen und ethischen Rückhalt, wurde darum wieder von den sozial und politisch reaktionären Mächten mit allen Gewaltmitteln gestützt, heiligte den realistischen Machtsinn und die dem preußischen Militarismus unentbehrlichen ethischen Tugenden des Gehorsams, der Pietät und des Autoritätsgefühls. So wurde Christentum und konservative Staatsgesinnung identisch, verschwisterten sich Gläubigkeit und realistischer Machtsinn, reine Lehre und Verherrlichung des Krieges und des Herrenstandpunktes. So wurden die kirchlichen Reformbestrebungen gleichzeitig mit der liberalen Ideenwelt unterdrückt, die Anhänger der modernen sozialen und geistigen Tendenzen in eine schroffe Kirchenfeindschaft hineingetrieben und dem gegenüber dann alle christlich und religiös fühlenden für den Konservativismus in Beschlag genommen.“
Der preußische König Friedrich Wilhelm IV. stellte 1852 ein an die Minister des Innern und des Kultus adressiertes Duldungsbillet für Baptisten und andere protestantische Dissidenten aus. Es galt allerdings nur für solche Gemeinschaften, die „sich seit der Reformazion“ innerhalb des evangelischen Bekenntnisses gebildet, sich als unbedenklich und gläubig bewährt haben. Grenzen seien danach nur dort zu ziehen, wo „das Anstands=Gefühl & die Sicherheit des Staates es gebiethen“.
Die Paulskirchenverfassung von 1848 sicherte in den Grundrechte des deutschen Volkes die Religionsfreiheit zu.
Der spätere Kulturkampf trug zwar weiter zur Trennung von Kirche und Staat im kleindeutschen Kaiserreich bei, führte jedoch auch zur Diskriminierung katholischer Bevölkerungsgruppen.
Die Weimarer Republik hat sich, auch unter dem Einfluss des politischen Katholizismus, eine Verfassung gegeben, die den Staat zu weltanschaulicher Neutralität verpflichtete und die ungestörte Religionsausübung garantierte. Mit der Weimarer Reichsverfassung bekam das Verhältnis von Kirche und Staat seine bis heute geltende Fassung. Die diesbezüglichen Artikel 136 bis 139 und 141 der Weimarer Reichsverfassung werden in Artikel 140 Grundgesetz als Bestandteil des Grundgesetzes übernommen.

## Schutzbereich
Die Religionsfreiheit schützt den Bürger vor Beschränkungen seines Rechts, frei eine Religion auszuüben. Hierzu gewährleistet sie eine Freiheitssphäre, in die Hoheitsträger nur unter bestimmten Voraussetzungen eingreifen dürfen. Diese Sphäre wird als Schutzbereich bezeichnet. Sofern der Hoheitsträger in diesen eingreift und dies verfassungsrechtlich nicht gerechtfertigt ist, verletzt er hierdurch die Religionsfreiheit.
Die Rechtswissenschaft unterscheidet zwischen dem persönlichen und dem sachlichen Schutzbereich. Der persönliche Schutzbereich bestimmt, wer durch das Grundrecht geschützt wird. Der sachliche Schutzbereich bestimmt, welche Freiheiten durch das Grundrecht geschützt werden.

### Persönlich
Grundrechtsberechtigt ist prinzipiell jedermann (Deutsche und Ausländer). Die Mündigkeit von Minderjährigen, über ihr religiöses Bekenntnis zu entscheiden, ist jedoch erst mit der Einsichtsfähigkeit gegeben. Die Befugnis der Eltern, über das religiöse Bekenntnis des Kindes zu entscheiden, ist durch das Gesetz über die religiöse Kindererziehung geregelt. Auf die Religionsfreiheit können sich auch Gruppen (z. B. Religionsgemeinschaften) berufen (kollektive Religionsfreiheit).

### Sachlich
Der sachliche Schutzbereich des Art. 4 GG wird weit verstanden, wobei Abs. 1 und Abs. 2 als ein einheitlicher Schutzbereich aufgefasst werden. Der 2. Absatz hat lediglich klarstellenden Charakter bezüglich der Religionsausübung.
In einem Gutachten des Wissenschaftlichen Dienstes des Bundestages zum Thema „Religiös motivierte Beschneidung minderjähriger Jungen“ heißt es: „Die Glaubensfreiheit umfasst jedoch schon auf Schutzbereichsebene nicht Eingriffe an anderen Personen.“
Die positive Religionsfreiheit umfasst das Recht, sich eine Religion zu bilden und zu haben (die persönliche innere Überzeugung „forum internum“), seine Religion zu bekennen und nach seiner religiösen Überzeugung zu leben (das nach außen wirkende „forum externum“) sowie sich zu Religionsgemeinschaften zusammenzuschließen. Streitig ist, wie weit das „forum externum“ reicht, welches unter Umständen dem Verhalten der Mehrheitsgesellschaft konflikt- und kollisionsreich begegnen kann. Daher wird teilweise vertreten, dass sich die Freiheit des religiösen Bekenntnisses auf überkommene Verlautbarungen der Glaubensinhalte beschränke, was neben den kultischen Gebräuchen (z. B. Gottesdienste, Gebete) die Verkündung des Glaubens, die Bekehrung Anders- bzw. Nichtgläubiger zum Gegenstand habe und allenfalls die Mildtätigkeit aus religiösen Beweggründen umfasse. Das Bundesverfassungsgericht sieht aber nicht nur kultische Gebräuche erfasst, sondern auch das Recht, das gesamte Verhalten an den Lehren seines Glaubens auszurichten und seiner inneren Glaubensüberzeugung gemäß zu leben.
Geschützt ist auch die negative Freiheit, keinen Glauben zu bilden, zu haben, zu bekennen und danach zu leben. Die negative Religionsfreiheit wird insbesondere durch Art. 136 Abs. 3 und Abs. 4 WRV behandelt. Sie wird auch durch Art. 7 Abs. 3 Satz 3 Grundgesetz sichergestellt, nach dem Lehrer nicht verpflichtet werden können, Religionsunterricht zu erteilen, was in der Auslegung auch auf die Beaufsichtigung von Schülern während eines Schulgottesdienstes ausgedehnt wird; ebenso durch die Möglichkeit der Abmeldung vom Religionsunterricht (Art. 7 Abs. 2). Auf Ebene der Bundesländer wird die negative Religionsfreiheit durch Kirchenaustrittsgesetze konkretisiert. Trotz Bedenken in juristischer Lehre und Literatur hält es das Bundesverfassungsgericht für verfassungsgemäß, dass für den Austritt aus einer Religionsgemeinschaft in Nordrhein-Westfalen Gebühren verlangt werden dürfen (siehe Kirchenaustritt#Austrittsgebühren).
Bezüglich der umstrittenen Umschreibung des Begriffs Religion forderte das Bundesverfassungsgericht im „Tabakbeschluss“ eine „Kulturadäquanz“, hat aber heute diese Einschränkung wohl aufgegeben. Glaube ist jede Überzeugung von der Stellung des Menschen in der Welt und seine Beziehung zu höheren Mächten und tieferen Seiensschichten. Der Gefahr, dass sich manche den Schein einer religiösen Gemeinschaft zu geben versuchen, um sich auf Art. 4 GG berufen zu können (z. B. bei Scientology, Osho-Sekte), will man durch die Forderung vorbeugen, die Behauptung, dass es sich um eine religiöse Überzeugung handle, müsse plausibel sein. Dieser Forderung wird dadurch genüge getan, dass es sich nach geistigem Gehalt und äußerem Erscheinungsbild um eine Religion handeln muss. Auch Atheisten können sich auf die Religionsfreiheit berufen. Da die Religionsfreiheit verhindern wolle, dass eine Person, die sich zwischen den Geboten ihres Glaubens und der Verhaltensanforderung, welche die staatliche Rechtsordnung gebietet, entscheiden müsse, an diesem Widerspruch seelisch zerbreche, ist nur solches Verhalten durch die Glaubensfreiheit geschützt, das durch die religiöse Überzeugung geboten und nicht nur erlaubt oder empfohlen wird.

## Eingriff und Rechtfertigung
Das verfassungsmäßige Grundrecht auf Religionsfreiheit hat eine stärkere Schutzwirkung als das der europäischen Menschenrechtskonvention, weil es nach der Rechtsprechung des Bundesverfassungsgerichts nicht unter einem Vorbehalt eines einschränkenden Gesetzes steht, sondern nur durch die Grundrechte Dritter und grundlegende Wertentscheidungen des Grundgesetzes einschränkbar ist. Eine starke Gegenmeinung in Literatur und Rechtsprechung des Bundesverwaltungsgerichts vertritt die Ansicht, dass die Religionsfreiheit nur im Rahmen der einfachen Gesetze ausgeübt werden könne und überträgt damit den Gesetzesvorbehalt des Art. 140 GG in Verbindung mit Art. 136 Abs. 1 WRV als vollgültiges Verfassungsrecht. Insbesondere die Entstehungsgeschichte des Grundgesetzes spricht jedoch gegen eine solche Schrankentransformation, weshalb Art. 4 I GG die vormalige Regelung überlagert.
Wegen der Einschränkbarkeit der Religionsfreiheit zum Schutz der Grundrechte Dritter oder sonstiger Verfassungsprinzipien müssen Eltern ihr Kind auch dann zur Schule schicken, wenn sie aufgrund ihres Glaubens mit den Unterrichtsinhalten ihrer Kinder, wie der Evolutionstheorie oder der Sexualkunde, nicht einverstanden sind. Umgekehrt ist aber auch die Religionsfreiheit geeignet, kollidierende Verfassungsnormen zurückzudrängen.
Der Jurist Jörg Scheinfeld führte in einem ausführlichen Kommentar zum § 1631d BGB aus: „Die Religionsfreiheit der Eltern gibt ihnen nicht das Recht, den Körper anderer Personen zu verletzen.“

## Drittwirkung
Die Religionsfreiheit erlaubt grundsätzlich nur die Abwehr von Beeinträchtigungen, die durch den Staat erfolgen. Als Verfassungsprinzip erlangt sie aber durch die sogenannte mittelbare Drittwirkung der Grundrechte auch Bedeutung im Zivilrecht, vor allem im Arbeitsrecht.

## Weltanschauliche Neutralität des Staates
Weltanschauliche Neutralität ist ein objektives Verfassungsgebot, das dem staatlichen Handeln klare Grenzen setzt. Da aus dem Neutralitätsgebot folgt, dass Grundrechtseingriffe aufgrund religiöser Überzeugungen von vornherein unzulässig sind, muss die Prüfung der Einhaltung des Neutralitätsgebotes der Verhältnismäßigkeitsprüfung vorgelagert sein und nach der Neutralität im Vorfeld der Abwägung unter dem Punkt der Legitimität des Regelungszweckes gefragt werden.
Das bedeutet keineswegs, dass religiöses Gedankengut keine wesentliche Rolle im demokratischen Prozess spielen dürfe. Sobald sich aber religiös motivierte Regeln im Gesetzgebungsprozess durchsetzen, müssen sich diese Ergebnisse vor allen Bürgern rechtfertigen lassen. Der liberale Rechtsstaat darf sich nicht zum Anwalt einer spezifischen religiösen oder nicht religiösen Weltanschauung aufschwingen und deren Werte zur allgemein verbindlichen Norm erheben.
Das Neutralitätsgebot beinhaltet nach ständiger Rechtsprechung des Bundesverfassungsgerichts ein Identifikations-, Privilegierungs- und Diskriminierungsverbot: Dem Staat ist es verwehrt, sich durch von ihm ausgehende oder ihm zuzurechnende Maßnahmen mit einer bestimmten Religion oder Weltanschauung zu identifizieren und dadurch den religiösen Frieden in einer Gesellschaft von sich aus zu gefährden.
Es ist Gegenstand teils heftig geführter Debatten, ob etwa von Lehrerinnen verlangt werden kann, ohne Kopftuch zu unterrichten. Nach dem Kopftuchurteil des Bundesverfassungsgerichts vom 24. September 2003 ist hierfür jedenfalls eine landesgesetzliche Regelung notwendig. Auf die fundamentale Bedeutung des Neutralitätsgebotes stellte der EuGH ab, als er 2017 urteilte, dass Arbeitgeber das Tragen von Kopftüchern in ihrem Unternehmen verbieten können. Der generelle Wille, im Verhältnis zu den Kunden eine Politik der religiösen, philosophischen und politischen Neutralität zum Ausdruck zu bringen, sei als berechtigtes Ziel zu qualifizieren und bilde einen Bestandteil der unternehmerischen Freiheit. Dahinter habe die Religionsfreiheit der Arbeitnehmerin zurückzustehen. Was für einen privaten Arbeitgeber gilt, welcher seine unternehmerische Freiheit in die Waagschale wirft, muss erst recht für den Staat gelten, bei dem die Religionsfreiheit der Lehrerin gegen den öffentlichen Erziehungsauftrag und die Integrationsfähigkeit des Staates abzuwägen ist.
Eine inhaltliche Orientierung am kulturgeschichtlichen Erbe des Christentums oder anderer religiöser und nichtreligiöser Weltanschauungen ist nach dem Grundgesetz nicht zulässig. Der Text des Grundgesetzes bietet – entgegen immer wieder vorgetragener Behauptungen – keine Anhaltspunkte für eine spezielle Privilegierung der christlichen Religion oder ihrer Religionsgemeinschaften. Insbesondere hat der Gottesbezug in der Präambel des Grundgesetzes keine normative Bedeutung und gestaltet den säkularen Inhalt der Verfassung nicht um.
Die Praxis in Deutschland hinsichtlich der religiösen Neutralität des Staates wird mitunter als eine faktische Bevorzugung des Christentums kritisiert. So beruhen fast alle gesetzlichen Feiertage auf christlichen Traditionen, konkreter auf katholischen und protestantischen Traditionen. Die allgemeingültigen Vorschriften an sogenannten Stillen Tagen gelten auch für Nichtchristen, was im Einzelfall mit deren eigenen Riten kollidieren kann, wenn etwa das jüdische Purim-Fest auf den Karfreitag fällt.
Kritik richtet sich auch gegen den staatlichen Einzug der Kirchen- bzw. Kultussteuer für verschiedene christliche Kirchen und die dem Zentralrat der Juden in Deutschland angehörenden jüdischen Gemeinden sowie gegen grundsätzliche Regelungen zur Finanzierung theologischer Fakultäten an staatlichen Universitäten, die in den Staatskirchenverträgen festgelegt und auf historischen Verpflichtungen aus Enteignungen des kirchlichen Vermögens beruhen, bei denen sich der Staat zu Gegenleistungen für den laufenden Unterhalt und den Fortbestand der Kirchen verpflichtet hat.

## Beauftragter der Bundesregierung für Religionsfreiheit
2018 wurde das Amt des Beauftragten für weltweite Religionsfreiheit von der Bundesregierung neu geschaffen und Markus Grübel (CDU) als erster Beauftragter für weltweite Religionsfreiheit ernannt. Ihm folgten 2021 Frank Schwabe (SPD) als Beauftragter für Religions- und Weltanschauungsfreiheit und 2025 Thomas Rachel als Beauftragter für weltweite Religionsfreiheit.

## Bekannte Streitfälle
- Befreiung von der Schulpflicht aus religiösen Gründen
- Kruzifix-Beschluss (Bundesverfassungsgericht 1995)
- Kopftuchstreit und Kopftuchurteil (Bundesverfassungsgericht 2003)
- Beschneidung (Standardkommentar zum Strafgesetzbuch 2012)

### Akademische Literatur
- Youssef Dennaoui: Religious Freedom in the Field of Tension between Populist Anti-Muslim Sentiments and Islamist Radicalisation Tendencies. Sociological Observations Using the Case of Germany. In: Bernd Hirschberger, Katja Voges (Hrsg.): Religious Freedom and Populism. The Appropriation of a Human Right and How to Counter It. transcript Verlag, Bielefeld 2024, ISBN 978-3-8376-6827-8, S. 131–142.
- Walter Frenz: Die Religionsfreiheit. In: Juristische Arbeitsblätter (JA), 2009, S. 493 ff., ja-aktuell.de.
- Marianne Heimbach-Steins: Gleiche Religionsfreiheit. Status und Stellenwert eines komplexen menschenrechtlichen Anspruchs. In: Daniel Gerster, Viola van Melis, Ulrich Willems (Hrsg.): Religionspolitik heute. Problemfelder und Perspektiven in Deutschland. S. 141-161.
- Bernd Hirschberger, Katja Voges: Reinterpretations of Religious Freedom by the Far Right in the German-Speaking World. The Case of the AfD. In: Bernd Hirschberger, Katja Voges (Hrsg.): Religious Freedom and Populism. The Appropriation of a Human Right and How to Counter It. transcript Verlag, Bielefeld 2024, ISBN 978-3-8376-6827-8, S. 29–40.
- Bernd Hirschberger: Religionsfreiheit in der Europäischen Union: Brandmauern aufrechterhalten. Herder Korrespondenz, Heft 6, 2024.
- Patrick Hoffmann: Die Weltanschauungsfreiheit. Analyse eines Grundrechts. Duncker & Humblot, Berlin 2012, ISBN 978-3-428-13610-0.
- Heinrich Lutz (Hrsg.): Zur Geschichte der Toleranz und Religionsfreiheit. Wissenschaftliche Buchgesellschaft, Darmstadt 1977, ISBN 3-534-04682-X (= Wege der Forschung, Band 246).
- Christof Mandry: Religionspolitik und Religionsfreiheit vor der Herausforderung der Einwanderung in Deutschland aus menschenrechtlicher/sozialethischer Perspektive. In: Jahrbuch für Christliche Sozialwissenschaften. Band 58, 21. Dezember 2017, ISSN 2196-6265, S. 143–165 (uni-muenster.de [abgerufen am 8. August 2024]).
- Jacqueline Neumann: Von der Formung des Rechts auf Weltanschauungsfreiheit, in: Jochen Bung et al. (Hrsg.): Festschrift für Reinhard Merkel zum 70. Geburtstag. Teilband II, Duncker & Humblot, Berlin 2020, ISBN 978-3-428-15566-8, S. 1633–1650 (Schriften zum Strafrecht [SR], Band 355).
- Richard Ottinger: Religionsfreiheit – Bedeutung, Recht und globale Herausforderung. Unveräußerliches Menschenrecht und Eckpfeiler einer freien und demokratischen Gesellschaft. In: Konrad-Adenauer-Stiftung e. V.: Monitor Basiswissen Religionsfreiheit. Berlin 2023.
- Thorsten Thaysen: Schrankenlose Toleranz oder Toleranz gegenüber Schranken? Eine Untersuchung der Schranken der Religionsfreiheit in Art. 4 GG. Verlag Dr. Kovac, Hamburg 2008, ISBN 978-3-8300-3584-8.

### Berichte zur Lage der Religionsfreiheit
- Deutsche Bischofskonferenz und Evangelische Kirche in Deutschland: Länderbericht „Deutschland“. In: Deutsche Bischofskonferenz und Evangelische Kirche in Deutschland: 3. Ökumenischer Bericht zur Religionsfreiheit weltweit 2023. Eine christliche Perspektive auf ein universelles Menschenrecht, Bonn/Hannover 2023, S. 118–123.
- U.S. Department of State: 2022 Report on International Religious Freedom: Germany.